# Löwensteiner und Heilbronner Berge
Das FFH-Gebiet Löwensteiner und Heilbronner Berge ist ein 2005 durch das Regierungspräsidium Stuttgart nach der Richtlinie 92/43/EWG (Fauna-Flora-Habitat-Richtlinie) angemeldetes Schutzgebiet (Schutzgebietskennung DE-7021-341) in Baden-Württemberg. Das FFH-Gebiet ist Bestandteil des europäischen Schutzgebietsnetzes Natura 2000. Mit Verordnung des Regierungspräsidiums Stuttgart zur Festlegung der Gebiete von gemeinschaftlicher Bedeutung vom 30. Oktober 2018 (in Kraft getreten am 11. Januar 2019), wurde das Schutzgebiet ausgewiesen.

## Beschreibung
Das FFH-Gebiet umfasst zwei Höhlen, große geschlossene Buchenwälder mit Anteilen anderer Baumarten (unter anderem Fichten) im Keuperbergland, den Löwensteiner Bergen und den Heilbronner Randhöhen, teilweise stark reliefiert durch Bachtäler.

## Schutzzweck
Folgende Lebensraumtypen nach Anhang I der FFH-Richtlinie kommen im Gebiet vor:
- Kalktuffquellen
- Artenreiche Borstgrasrasen
- Magere Flachland-Mähwiesen
- Kalkfelsen mit Felsspaltenvegetation
- Schlucht- und Hangmischwälder
- Alte bodensaure Eichenwälder auf Sandböden mit Stieleiche
- Erlen-Eschen- und Weichholzauenwälder
- Labkraut-Eichen-Hainbuchenwälder
- Sternmieren-Eichen-Hainbuchenwälder
- Silikatfelsen mit Felsspaltenvegetation
- Nicht touristisch erschlossene Höhlen
- Hainsimsen-Buchenwälder
- Waldmeister-Buchenwälder
- Orchideen-Kalk-Buchenwälder
- Trockene Heiden
- Fließgewässer mit flutender Wasservegetation
- Nährstoffarme bis mäßig nährstoffreiche kalkhaltige Stillgewässer mit Armleuchteralgen
- Natürliche und naturnahe nährstoffreiche Stillgewässer mit Laichkraut- oder Froschbiss-Gesellschaften